# Kingman, Kansas
Kingman är administrativ huvudort i Kingman County i Kansas. Orten har fått sitt namn efter domaren Samuel A. Kingman. Enligt 2020 års folkräkning hade Kingman 3 105 invånare.